# 南勢桜山温泉
南勢桜山温泉（なんせいさくらやまおんせん）は三重県度会郡南伊勢町にある温泉。

## 泉質
アルカリ性単純温泉。

## 施設
- 民宿釣船海晴
  - 源泉地近くにある一軒宿。三重県道16号沿いにあり、少し山に分け入った地点からポンプでくみ上げている。
- あじ彩の宿 小浜荘[2]
  - 鳥羽小浜温泉近くにある一軒宿。おそらくトラックによる引湯。

## 交通
- 海晴…伊勢市駅・宇治山田駅・志摩磯部駅から三重交通80系統または町営バスで「神津佐」下車すぐ。
- 小浜荘…鳥羽駅からかもめバス小浜方面で「新吾谷」下車3分。